# Monika Kociołek
Monika Kociołek (ur. 19 września 2002 w Warszawie) – polska influencerka, youtuberka i piosenkarka.

## Życiorys
W latach 2020–2022 uczestniczyła w stworzonym przez Stuu projekcie „Team X”. Po odejściu z projektu założyła firmę o nazwie „Mona Univers Monika Kociołek”. W 2021 wydała swój debiutancki singel „Znikam na chwilę”. W 2024 była uczestniczką reality show Good Luck Guys Polska. W 2025 wydała swój debiutancki minialbum pt. Najgłębiej.

### Kariera freak show fight
Zawodniczka freak fightów walczyła w federacji Fame MMA. Debiutancką walkę stoczyła w 14 maja 2022 w Tauron Arenie Kraków przeciwko Fagacie na Fame MMA 14. Przegrała w trzeciej rundzie po jednogłośnej decyzji sędziów.

## Dyskografia

### Minialbumy
| Rok  | Dane dot. albumu | Najwyższa pozycja na liście |
| Rok  | Dane dot. albumu | POL                         |
| ---- | --- | --------------------------- |
| 2025 | Najgłębiej - Data wydania: 20 czerwca 2025 - Wytwórnia: wydanie własne (za pomocą e-Muzyka) - Formaty: CD, digital download, streaming | 56                          |

### Single
| Rok  | Tytuł                               | Album      |
| ---- | ----------------------------------- | ---------- |
| 2021 | „Znikam na chwilę”                  | –          |
| 2022 | „Północ”                            | –          |
| 2022 | „Tak blisko nas” (oraz Julia Żugaj) | –          |
| 2025 | „Mała ja”                           | Najgłębiej |
| 2025 | „Nie ma cię tu”                     | Najgłębiej |
| 2025 | „Wonderful”                         | Najgłębiej |

### Jako członkini zespołu Team X[a]
| Rok | Tytuł                          | Najwyższa pozycja na liście |
| Rok | Tytuł                          | POL                         |
| --- | ------------------------------ | --------------------------- |
| 2021 | „Siedem”                       | X                           |
| 2021 | „Adios”                        | X                           |
| 2021 | „Polo Gang”                    | X                           |
| 2021 | „Barwy”                        | X                           |
| 2021 | „All in”                       | X                           |
| 2021 | „Palmy i drineczki”            | X                           |
| 2021 | „Balet”                        | X                           |
| 2021 | „Yummy”                        | X                           |
| 2021 | „Pod choinką” (gośc. Margaret) | X                           |
| 2021 | „Juicy”                        | X                           |
| 2022 | „Osiem”                        | X                           |
| 2022 | „Dzwonek”                      | X                           |
| 2022 | „Kapitan”                      | 98                          |
| „–” oznacza, że singel nie był notowany na danej liście. „X” oznacza, że lista przebojów nie istniała w danym okresie. |                                |                             |